# Ca l'Avel·lí Vell
Ca l'Avel·lí Vell és una masia de Bordils (Gironès) inclosa a l'Inventari del Patrimoni Arquitectònic de Catalunya.

## Descripció
És una antiga masia de planta rectangular amb diversos cossos afegits i una façana principal que els unifica, realitzada el 1873. Les parets estructurals són de maçoneria amb restes d'arrebossat a la façana principal. La porta d'entrada és feta amb carreus que formen un arc rebaixat. Els balcons del primer pis estan emmarcats per carreus de pedra i la llosana del balcó és una pedra motllurada, les baranes són de ferro. Les finestres del segon pis estan emmarcades per carreus bisellats, amb un trencaaigües motllurats a sobre de l'ampit. La planta baixa és coberta amb volta de rajola.
El porxo és un edifici agrícola de planta rectangular, amb parets de pedra morterada i carreus ben tallats a les cantonades. Presenta dos arcs de mig punt paral·lels fets amb rajols a plec de llibre i arrencaments amb carreus, un dels quals és exterior i defineix la façana principal. La coberta és feta a dues vessants, amb cairats que descansen a sobre dels arcs i la paret posterior de fons, llates i teula àrab. Actualment hi ha un altell al segon tram de la planta, suportat per bigues de ferro i trespol ceràmic. A l'interior es conserven encara alguns estris antics propis del treball de camp.